# Robin de Raaff
Robin de Raaff (Breda, 5 december 1968) is een Nederlands componist en basgitarist.

## Levensloop
De Raaff studeerde compositie bij Geert van Keulen en Theo Loevendie aan het Conservatorium van Amsterdam, waar hij in 1997 cum laude afstudeerde. In 1999 studeerde hij bovendien nog compositie als enige student bij George Benjamin maar ook bij Julian Anderson aan het Royal College of Music in Londen. 
De Raaff heeft zes symfonieën, elf concerten voor solo-instrumenten en (kamer)orkest, een oratorium met de titel Atlantis en twee grootschalige opera's gecomponeerd, en een cantate voor koor en orkest met de titel L'Azur op het gelijknamige gedicht van Stéphane Mallarmé.
De laatste opera van De Raaff, Waiting for Miss Monroe gaat over de  tragische dood van Marilyn Monroe en de laatste weken van haar leven. De Raaffs eerste opera met de titel RAAFF, is een opera die gaat over de complexe en weerbarstige relatie tussen de al oudere tenor Anton Raaff en de jonge componist M (Wolfgang Amadeus Mozart). Met name de conflicten die ontstonden tijdens de voorbereidingen van een fictieve opvoering van Mozarts Idomeneo zorgden voor de dramatische verdieping in deze opera in een opera. Beide opera's waren compositieopdrachten van De Nationale Opera in coproductie met het Holland Festival.
Naast deze groter bezette werken die vaak van grotere tijdsduur zijn, heeft De Raaff eveneens veel kamermuziek, vocale muziek, werken voor solo instrumenten, en muziek voor film gecomponeerd. 
Sinds 2001 doceert De Raaff compositie en instrumentatie aan het Rotterdams Conservatorium en wordt sindsdien vaak gerekend tot de componisten van de Rotterdamse School. De Raaffs stijl en techniek zijn daarnaast diepgeworteld in de grote Europese historische muziekstromingen die vijf eeuwen omvatten en zijn muziek ook een internationale kwaliteit geeft. Hij behoort tot de generatie Nederlandse componisten die opkwam in de jaren negentig.
In 1998 was De Raaff winnaar van de Henriëtte Bosmansprijs en in 2009 ontving hij voor zijn Vioolconcert no. 1 "Angelic echoes" de Buma Toonzetters Prijs voor Nederlands beste compositie van 2008.

## Werkenlijst

### Opera
- Waiting for Miss Monroe (2011-2012), een opera voor tien zangsolisten en orkest in drie aktes
- RAAFF (2003-2004), een opera in twee aktes en een epiloog voor zes zangsolisten, een acteur, gemend koor, en kamerorkest
- La vie et Mort d'Érard (2017), een monodrama voor sopraan en ensemble

### Oratorium/cantate
- Atlantis (2015-2016) een oratorium voor sopraan, bariton, twee soloharpen, groot koor en orkest. Op het gelijknamige gedicht uit Bridges van Hart Crane, Plato, en tekst van de componist zelf. Atlantis is een In Memoriam Pierre Boulez
- L'Azur (2024-2025) een cantate voor groot koor en orkest op het gelijknamige gedicht van Stéphane Mallarmé voor de 100ste verjaardag van de in 2016 overleden Franse componist Pierre Boulez

### Symfonieën
- Symfonie No. 1 "Tanglewood Tales" (2007-2014) voor orkest
- Symfonie No. 2 "Two worlds colliding" (2011) voor saxofoonkwartet en orkest
- Symfonie No. 3 "Illumination...Eclipse" (2013) voor orkest
- Symfonie No. 4 "Melodies unheard" (2006-2016) een symfonie van liederen op gedichten van Emily Dickinson voor (mezzo-)sopraan en orkest. Een orkestrale uitvergroting van de Emily Dickinson Songs voor (mezzo-)sopraan en piano, met toegevoegde symfonische delen.
- Symfonie No. 5 "Allegory of Time" (2003-2022) voor groot orkest
- Symfonie No. 6 "Angelus" (2024-2025) voor sopraan, gemengd koor en orkest

### Orkestwerken/ensemblewerken
- Sfera (2019-2020) voor groot orkest (deel I van Symfonie No. 5 "Allegory of Time")
- Untangled Tales (2011) voor orkest (deel I van Symfonie No. 1 "Tanglewood Tales")
- Carmina Chromatico[7] (2015) voor ensemble
- Fanfare (2014-2015) voor koper ensemble (drie trompetten, vier hoorns, twee trombones en een bastrombone, en bastuba) geschreven voor het 75-jarig jubileum van het Tanglewood Music Center in 2015
- Megumi-Suite (2007-2014) voor saxofoon solist en ensemble
- Ennea's domein (1995-1996, bewerking voor Nonet 2011) voor negen instrumenten
- Entangled Tales (2007) voor orkest (deel II van Symfonie No. 1 "Tanglewood Tales")
- Concert voor orkest (1999-2002) voor groot orkest (zie ook Concerten)
- Tête-à-Tête (2007, bewerking van Vis-á-vis), voor ensemble
- Time after Time (2006) voor ensemble
- Unisono (2003-2004) voor groot orkest (deel II van Symfonie No. 5 "Allegory of Time")
- Orphic descent (2002-2003) voor groot ensemble
- Der Einsame im Herbst (1997-1998) voor groot ensemble
- Vis-á-vis (1997) voor ensemble
- In Memoriam Dmitri Shostakovitch (1994), voor twee trompetten, twee hoorns, en orkest

### Concerten
- Vioolconcert No. 1 "Angelic echoes" (2006-2008)
- Vioolconcert No. 2 "North Atlantic Light" (2018-2019)
- Celloconcert (2012-2013)
- Pianoconcert No. 1 (2000-2001)
- Pianoconcert No. 2 "Circulus' (2021-2022)
- Percussieconcert (2013-2014)
- Megumi-Suite (2007-2014) voor saxofoon solist en ensemble
- Dubbelconcert voor klarinet, basklarinet en orkest (1996-1997)
- Fluitconcert (1995-1996)
- Concert voor orkest (1999-2002) voor groot orkest
- Klarinetconcert (2006)
- Concert voor saxofoonkwartet en orkest (2010-2013) (na de wereldpremière hernoemd als Symfonie No. 2 "Two Worlds Colliding" voor saxofoonkwartet en orkest)

### Vocale werken
- l'Azur (2024-2025) kantate voor groot koor en orkest op het gelijknamige gedicht van Stéphane Mallarmé voor de 100ste verjaardag van de in 2016 overleden Franse componist Pierre Boulez
- La Fuite du Magicien (1995-1996, orkestrale bewerking 2025) voor sopraan en orkest (op het gelijknamige gedicht van Serge van Duijnhoven in een Franstalige bewerking)
- Symfonie No. 4 "Melodies unheard" (2006-2016) een symfonie van liederen op gedichten van Emily Dickinson voor (mezzo-)sopraan en orkest (zie ook Symfonieën)
- Atlantis (2015-2016) voor sopraan, bariton, 2 soloharpen, groot koor en orkest. Atlantis is een In Memoriam Pierre Boulez (zie ook Oratorium)
- Voyages I, II, & III (2017) voor mezzo-sopraan en ensemble
- La Fuite du Magicien (1995-1996) voor sopraan, fluit, mandoline, gitaar, & harp (Franstalige bewerking van "De vlucht van de Magiër' van Serge van Duijnhoven)
- La Fuite du Magicien (1995-1996) voor mezzo-sopraan, fluit, mandoline, gitaar, & harp (Franstalige bewerking van "De vlucht van de Magiër' van Serge van Duijnhoven)
- Emily Dickinson Songs (2006) voor (mezzo-)sopraan en piano
- Trionfo della Morte (1998) voor gemengd koor, saxofoonkwartet, twee hoorns, piano, en percussie op het gelijknamige gedicht van Francesco Petrarca
- An introduction... (1996) voor hoge sopraan en ensemble
- Preludes (1994/2014) voor mezzo-sopraan, fluit, altviool, & harp
- De vlucht van de Magiër (1995-1996) voor sopraan, fluit, mandoline, gitaar, & harp (op het gelijknamige gedicht van Serge van Duijnhoven)
- De vlucht van de Magiër (1995-1996) voor mezzo-sopraan, fluit, mandoline, gitaar, & harp (op het gelijknamige gedicht van Serge van Duijnhoven)

### Kamermuziek
- Strijkkwartet No. 3 "In Transit" (2023-2024)
- Sonate voor Piano No. 1 "Re-sonances" (2023-2024)
- Incanto ionico (2021) voor fluit (piccolo), hobo (engelse hoorn), hoorn, viool, altviool & violoncello (eventueel een percussionist voor de buisklok-partij)
- Encore IV "Sudden death" voor strijkkwartet
- Aeons voor cello, piano, & percussie (2021-2022)
- Sonate voor Viool en Piano No. 2 "North Atlantic Light"
- Strijkkwartet No. 2 "For darkness restores what light cannot repair"
- Chalumeau I voor klarinet in Bes en piano
- Chalumeau II voor altsaxofoon en piano
- Gemini Gestures (1997) voor twee strijkkwartetten
- Pianotrio (1996) voor viool, violoncello, en piano
- Ennea's domein (1996) for septet
- Un visage d'emprunt (1999-2002) voor viool, violoncello, klarinet, en piano
- Aerea (1998) voor blaaskwintet
- Equilibre I (1992-1993) voor sopranino-saxofoon (of klarinet in Es) en fluit
- Equilibre II (1992-1993) voor klarinet en basklarinet in Bes
- Sonate for Violin and Piano No. 1 (1992)
- Strijkkwartet No. 1 "Athomus" (1992-1993)
- Encore Ia voor sopranino saxofoon of piccolo klarinet en fluit (1992)
- Encore Ib voor hobo en fluit (1992)

### Solowerken
- Contradictie I voor fluit solo (1994)
- Contradictie II voor viool solo (1995)
- Contradictie III voor harp solo (1997)
- Contradictie IVa voor basklarinet solo (1998)
- Contradictie IVb voor klarinet solo (1998)
- Contradictie V voor percussie (2016)
- Contradictie VI voor marimba (2017)
- Encore II voor viool solo (2023)
- Encore III voor piano solo (2024) (dit is het laatste deel van de Sonate voor Piano No. 1 'Re-sonances")

## Discografie

### Albums
- Jaap van Zweden conducts De Raaff – Vioolconcert No. 1 "Angelic Echoes" and Symfonie No.1 "Tanglewood Tales". Tasmin Little viool solo en Radio Filharmonisch Orkest EtCetera. KTC 1593[8]
- Waiting for Miss Monroe – 2CD's - opname van de wereldpremière in 2012 vijftig jaar na Marilyn Monroe's dood in 1962.[9] Challenge Records CC 72685
- Orphic Descent – Piano Concerto No. 2 "Circulus", Orphic descent, en Violin Concerto No. 2 "North Atlantic Light". CC 72942 Challenge Records
- Atlantis – Oratorium op het gedicht Atlantis van Hart Crane, Plato, en eigen tekst van de componist.[10] Challenge Records CC 72808
- Entangled Tales– Cello Concerto, Entangled Tales, en Symphony No. 3 "Illumination...Eclipse". Challenge Records CC 72747
- Melodies Unheard– Symphony No. 2 "Two Worlds Colliding" for Saxophone Quartet and Orchestra, Symphony No. 1 "Tanglewood Tales", en Symphony No. 4 "Melodies Unheard". A Symphony of Songs on Poems by Emily Dickinson. Challenge Records CC 72762
- Stolen Back from Time – 2CD; Violin Concerto No. 1 "Angelic Echoes", Percussion Concerto, Double Concerto for clarinet, bass clarinet and orchestra, Unisono (Remastered) for Orchestra, Ennea's domein for septet, Clarinet Concerto, en in Memoriam Dmitri Shostakovich for 2 Trumpets, two Horns and Orchestra. Attacca Records ATT 2017152
- Doelen Ensemble performs De Raaff – Der Einsame im Herbst (remastered), Flute Concerto, Megumi-Suite
- RAAFF– Registratie van de wereldpremière in 2004
- Orchestral Works – Piano Concerto No. 1, Unisono, Concerto for Orchestra

### Bijdragen aan albums
- Contradictie IVa (1998/rev. 2014 Deuss Music) Ladder of Escape 11 Fie Schouten basklarinet solo, ATT2014140[11][12]
- Sonate for Violin and Piano No. 2 "North Atlantic Light" - Soundscapes – , Carnegie Hall versie Challenge Classics. Tosca Opdam Viool & Alexander Ullman piano
- Orphic descent - Rosas Ensemble/Ictus Ensemble/Anne Teresa de Keersmaeker/Georges-Elie Octors: The Films of Thierry de Mey 3 DVD Cinéart 50/CIN1015
- Untangled Tales (2011) voor orkest , bijdrage aan RECHERCHEN van de Junge Deutsche Philharmonie gedirigeerd door Lothar Zagrosek
- Clarinet Concerto - Le Nouvel Ensemble Moderne gedirigeerd door Lorraine Vaillancourt, klarinet solo Simon Aldrich, FORUM 2006 À Amsterdam
- Piano Trio - Osiris Trio, New Piano Trios from the Netherlands op NM Classics 92132 in 2004
- Gemini Gestures (1998, rev 2003), for 2 string quartets, BV Haast, Schoenberg Quartet en het Mondriaan Quartet
- Un visage d'emprunt (1997, rev 2001) for clarinet, violin, cello, and piano, Concertzender LIVE 02, catalogus nummer CJX6217 /QDISC 99002
- Der Einsame im Herbst (1998) for large ensemble (genoemd naar Der Einsame im Herbst van Das Lied von der Erde van Gustav Mahler, ) bijdrage op NM Classics MCCL92121
- De vlucht van de Magiër (La fuite du Magicien) - Het Amsterdams Kwintet/De Suite Muziekweek 1996, Taal als Instrument - Armada (8) SUITE 96.01